# Вилла Барбо
Вилла Барбо — вилла постройки начала XX века в стиле «ионическом» стиле, памятник архитектуры в Мисхоре, принадлежавшая чешскому государственному деятелю Карелу Крамаржу, впоследствии 5-я дача членов Политбюро и секретарей ЦК КПСС «Маевка». В настоящее время в собственности Управления делами президента РФ (согласно законодательству Украины — Государственное управление делами).

## Имение Крамаржей
История имения началась в 1894—1895 годах, когда Надежда Николаевна Абрикосова, будущая супруга Карела Крамаржа, приобрела в Мисхоре участок общей площадью 4 десятины 250 квадратных сажень у прежних владельцев Токмакова, Титушкина и Трепетовой, при этом, собственно усадьба занимала 3 десятины (были ещё участки при источниках). В то время между Крамаржем и Надеждой Абрикосовой уже завязывались отношения, на пожениться они смогли только в 1900 году, после разрешения на развод, полученного при помощи Карела Крамаржа, от Константинопольского патриархата. Но уже тогда Крамарж «заболел» Крымом, считая Ялту лучше Неаполя.
Строительные работы на участке начались в 1905 году. Главное здание имения возводилось по проекту и под руководством знаменитого чешского архитектора Яна Котеры, при участии известного инженера Евгения Татаринова. Строительство продолжалось до 1908 года. Флигель, галереи и служебные помещения достраивались в 1911—1912 году. Активное участие в работе над проектом и последующей отделкой принимала хозяйка Надежда Крамарж — ранее она прослушала курс архитектуры в Сорбонне. Сооружение виллы обошлось в более чем 58000 рублей, которые Надежда Николаевна, как владелица имения, «заняла» у Карела Крамаржа.
Вилла представляла собой двухэтажный дом, оформленный по фасаду колоннами, с террасой, галереей, отделанной каштаном и выдержанной в античном стиле, черепичной крышей, обрамлённой балюстрадой с двумя античными статуями. В здании было тринадцать жилых комнат с балконами, среди них кабинет, две спальни, столовая, гостиная с камином и семь служебных помещений. Внутренняя отделка — лепнина и скульптурное оформление создавались Яном Штафлем (чеш. Jan Štáfl) и художниками Яном Бенешем (чеш. Jan Beneš) и Бенешем Кнупфером (чеш. Beneš Knüpfer), потолки комнат были покрыты рисунками, стены обтянуты шёлком, на второй этаж вели лестницы с перилами. Мебель и двери из дуба и клёна были заказаны у ялтинского мастера, поставщика императорского двора Альфреда Шиллинга, известного работой в оформлении Ливадийского дворца. Здание было оборудовано газовыми печами и водопроводом, в имении также имелись оранжерея, большой бассейн и теннисный корт, винный подвал.
В очерке-путеводителе Бугославского 1909 года о вилла описана так: «…прелестна белая дача Крамаржа в древнегреческом классическом стиле, украшенная статуями, колоннадами и фигурами крылатых чудовищ на крыше», также имение упоминается в путеводителе Бумбера 1914 года.

### Парк
Вокруг усадьбы был разбит парк, спускавшийся террасами к морю, засаженный кипарисами, оливами, лаврами, олеандрами. Заложен он был ещё в 1899 году известным садово-парковым архитектором Тамаером, ухаживал за парком садовник Пахер. Надежда Николаевна сама планировала посадку в парке деревьев и цветов, разбивку газонов. Особо славился розарий, склон террасы покрывала розовая ползучая пеларгония. На склоне был разбит виноградник, имелся и огород, где выращивали свеклу разных сортов, кольраби, петрушку, морковь, укроп, помидоры, тыкву, кукурузу, шпинат, баклажаны, фасоль, горошек и салат. В настоящее время усадебный парк является частью парка Чаир.

## После революции
После установления в Крыму Советской власти, во исполнение декрета СНК РСФСР от 21 декабря 1920 года «Об использовании Крыма для лечения трудящихся» имение было национализировано. Постановлением ВЦИК, СНК РСФСР от 4 апреля 1927 года, «имение… Барбо (б. Крамарж)» закреплялось непосредственно за Народным Комиссариатом Здравоохранения РСФСР (а не за крымскими курортными структурами) и была переименована в дом отдыха (санаторий) «Маевка» стала использоваться для отдыха высших политработников: среди первых отдыхающих отмечены М. И. Ульянова, Н. А. Семашко, М. В. Фрунзе с семьей. Существует версия, что Крамарж, после национализации требовал от Советского правительства возмещения колоссальной суммы. Стихотворение «Славянский вопрос решается просто» сочинил Владимир Маяковский, 10 дней отдыхавший в санаторий в 1927 году. В нём он в свойственной ему манере высмеивал прежнего хозяина виллы.
В июне 1947 года в результате реорганизации Управление специальными объектами НКВД СССР в Крыму была создаётся 8-я комендатура Главного управления охраны МГБ СССР, для охраны и обслуживания членов и кандидатов в члены политбюро ЦК ВКП(б), а также лично председателя Совета министров СССР И. В. Сталина. В состав комендатуры входило 5 государственных дач — под № 5 значился санаторий «Маевка» — 5-а госдача. С обретением Украиной независимости дача перешла в собственность Госуправления делами при президенте Украины. Решением Совета министров Республики Крым от 6 августа 2014 года резиденция № 5 «Маевка», принадлежавшая Госуправлению делами при президенте Украины, передана в ведение Управления делами президента РФ.